# Ундекасамарийпентатетраконтартуть
Ундекасамарийпентатетраконтартуть — бинарное неорганическое соединение
самария и ртути
с формулой Hg45Sm11,
кристаллы.

## Получение
- Сплавление стехиометрических количеств чистых веществ:

{\displaystyle {\mathsf {11Sm+45Hg\ {\xrightarrow {195^{o}C}}\ Hg_{45}Sm_{11}}}}

## Физические свойства
Ундекасамарийпентатетраконтартуть образует кристаллы
кубической сингонии,
пространственная группа F 43m,
параметры ячейки a = 2,1651 нм, Z = 8,
структура типа ундекасамарийпентатетраконтакадмия Sm11Cd45
.
Этому соединению также приписывается формула Hg4Sm и параметры кристаллов:
кубическая сингония,
ячейка a = 1,0820 нм, Z = 1 .
Соединение образуется по перитектической реакции при температуре 195 °C.